# Vaudreuil-sur-le-Lac
Vaudreuil-sur-le-Lac är en bykommun (municipalité de village) i provinsen Québec i Kanada. Den ligger i regionen Montérégie, i den sydöstra delen av landet, 130 km öster om huvudstaden Ottawa.